# 5 Csillag Mozgalom
Az 5 Csillag Mozgalom (olaszul: Movimento 5 Stelle, M5S) egy olasz, pártokráciaellenes, magát középre pozicionáló párt. A 2018. március 4-én tartott parlamenti választások előtt az M5S vezette a közvéleménykutatásokat, miután 2017 utolsó hónapjaiban megelőzte a kormányzó Demokrata Pártot. Támogatottsága különösen déli olasz városokban erős, ahol magas a munkanélküliség.

## Története

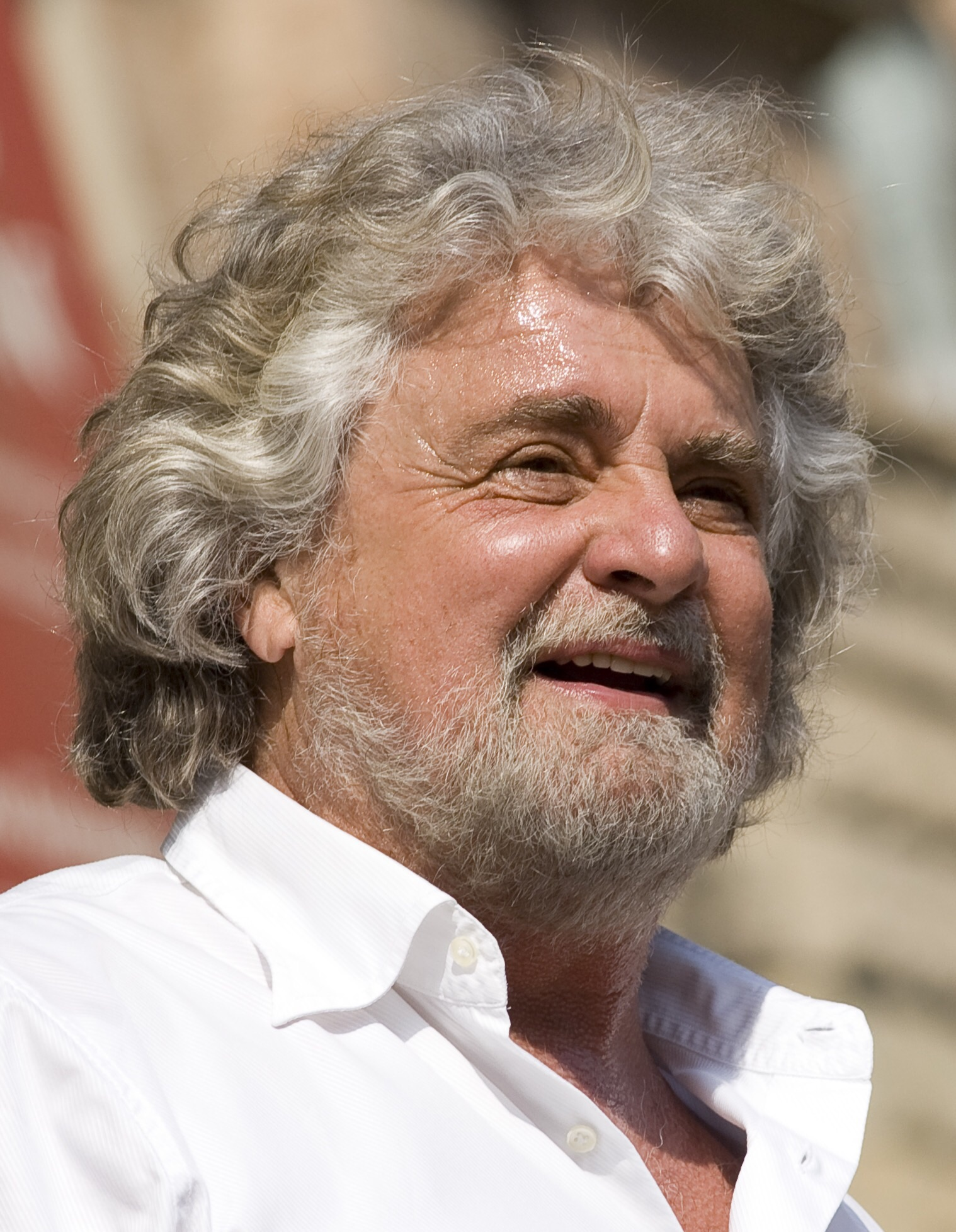
Beppe Grillo

Beppe Grillo komikus, politikai aktivista és Gianroberto Casaleggio vállalkozó alapította 2009-ben Milánóban. A mozgalom az interneten egyfajta állampolgári hálózatként szerveződött Beppe Grillo blogja köré. Céljuk a Silvio Berlusconi által megtestesített korrupt elit eltávolítása, a régi politikai rendszer megszüntetése, az átláthatóság biztosítása és a polgári részvétel növelése volt a döntésekben.

### 2012-es választások
A 2012-es helyhatósági választásokon érték el az áttörést: 4 településen a párt jelöltje lett a polgármester. Venetóban Mira és Sarego illetve Emilia-Romagnában Parma és Comacchio települések polgármestere a párt jelöltjei lettek. Az az évi szicíliai tartományi választáson a párt jelöltje Giancarlo Cancelleri volt, aki a 3. helyet érte el.

### Bejutás a parlamentbe
A Mozgalom 2013-ban párttá alakult, s a parlamenti választási kampányban Grillo tévéhirdetések helyett egy furgonnal országjáró körúton vett részt, és sok város terén humoros politikai szónoklatokat tartott nagy tömegek előtt. A parlamenti választások február 24. és 25-e között zajlottak. A párt Piemont, Liguria, Veneto, Szardínia, Szicília és Calabria tartományok összes választókerületében győzött, azokban a déli és északi régiókban ahol a jobboldal és az Északi Liga szokott erős lenni. Végül harmadikok lettek 25,5%-kal és a baloldal alakított kormányt, az M5S ellenzékbe vonult.
2013. március 21-én a párt képviselője Luigi Di Maio 26 évesen legfiatalabb képviselőjeként választották meg az Alsóház alelnökének. Június 6-án Roberto Ficót választották az olasz közszolgálati rádió és televíziós társaságot (Rai) felügyelő parlamenti bizottság (Comissione di Vigilanza Rai) elnökének.
2018 júniusában az olasz parlament alsóháza is bizalmat szavazott a populista Öt Csillag Mozgalom és az euroszkeptikus Északi Liga alkotta új kormánynak.

## Ideológiája
A képviseleti helyett a közvetlen demokrácia hívei. Az öt csillag jelentése: víz, környezet, közlekedés, fejlődés és energia.

### Politikai rendszer
A mozgalom ellenzi a politikai álláshalmozást. A párt elvárja a képviselőktől, hogy belépéskor igazolják, hogy nincs ellenük büntetőeljárás.
A mozgalom eltörölné a pártok közpénzekből történő finanszírozási rendszerét, helyébe önkéntes alapú magánadományozásokat vezetne be, csökkentenék az állami hivatalok vezetőinek juttatásait emellett lemondanának a választási pénzekről.

### Gazdaság, környezetvédelem és munkaügyek
A párt a nemnövekedés elméletében hisz, fontosnak tartják a „zöld gazdaság” fejlesztését. Támogatják az energiatakarékosságot hirdető programokat, a szelektív hulladékgyűjtést és a távmunkát is.
A párt felvenné a harcot az adócsalással és a korrupcióval szemben, csökkentené az állami hivatalok számát.

### Bevándorlás
2012-ben Beppe Grillo úgy nyilatkozott, hogy az olasz állampolgárságot biztosítaná mindenkinek, aki Olaszország területén született függetlenül a szülők állampolgárságától. Ezzel szemben 2013-ban Grillo és Casaleggio úgy nyilatkozott, hogy meg kell állítani az illegális bevándorlást.

### Azonos nemű párok élettársi kapcsolata
Beppe Grillo 2012-ben azt nyilatkozta, hogy támogatja az azonos nemű párok házasságát, a párt 2013-as parlamenti választásokra készült választási kampányában ezzel külön foglalkozott.
Ehhez képest 2016-ban a bejegyzett élettársi kapcsolatot jóváhagyó törvényt, a „Cirinná-törvényt” nem szavazta meg a mozgalom, hanem tartózkodott. Ennek oka, hogy az 5 Csillag Mozgalom követelte, hogy a törvény térjen ki a meleg párok mostohagyerekek örökbefogadására.

## 2016-os olasz alkotmány népszavazás
Az 5 Csillag Mozgalom részt vett a 2016-os olaszországi alkotmány-népszavazáson, és nemre buzdította a szavazókat, végül a nem szavazat győzött 59,16 százalékkal; később Matteo Renzi benyújtotta a lemondását.

## Választói bázis
A párt szavazói elsősorban a közalkalmazottak és a dél-olasz régiók lakói közül kerül ki.

## Választási eredmények
- A 2013-as olaszországi parlamenti választásokon 25,5%-ot ért el harmadik erőként. A párt 109 képviselői és 54 szenátori mandátumot szerzett.
- A 2014-es olaszországi európai parlamenti választáson 17 mandátumot nyert, és ezzel második helyen végzett a baloldali Demokrata Párt mögött.
- A 2016-os római főpolgármester-választást az 5 csillagos Virginia Raggi nyerte a Demokrata Párt jelöltjével szemben, ezzel ő lett Róma első női főpolgármestere.[15]
- A 2018-as olaszországi parlamenti választásokon az M5S lett a legerősebb párt, önállóan indulva az összes dél olasz tartományban győzött annak ellenére, hogy a jobbközép pártszövetség összességében megelőzte.[16]

### Parlamenti választások
| Képviselőház |            |      |            |     |                |
| Év           | Szavazatok | %    | Mandátumok | +/− | pártelnök      |
| 2013         | 8,691,406  | 25.6 | 109 / 630  | 109 | Beppe Grillo   |
| 2018         | 10,732,066 | 32.7 | 227 / 630  | 119 | Luigi Di Maio  |
| 2022         | 4,333,972  | 15.4 | 52 / 400   | 175 | Giuseppe Conte |

| Szenátus |            |      |            |     |                |
| Év       | Szavazatok | %    | Mandátumok | +/− | pártelnök      |
| 2013     | 7,285,648  | 23.8 | 54 / 315   | 54  | Beppe Grillo   |
| 2018     | 9,733,928  | 32.2 | 112 / 315  | 58  | Luigi Di Maio  |
| 2022     | 4,285,894  | 15.6 | 28 / 200   | 84  | Giuseppe Conte |

### Regionális tanácsok
| Régió                 | Év   | Szavazatok | %    | Mandátumok | +/− |
| --------------------- | ---- | ---------- | ---- | ---------- | --- |
| Valle d’Aosta         | 2020 | 2,589      | 3.9  | 0 / 35     | 4   |
| Piemont               | 2019 | 241,014    | 12.6 | 5 / 51     | 3   |
| Lombardia             | 2018 | 933,243    | 17.8 | 13 / 80    | 4   |
| Bolzano autonóm megye | 2018 | 6,670      | 2.4  | 1 / 35     | 0   |
| Trento autonóm megye  | 2018 | 18,437     | 7.2  | 2 / 35     | 0   |
| Veneto                | 2020 | 55,281     | 2.7  | 0 / 51     | 5   |
| Friuli-Venezia Giulia | 2018 | 29,810     | 7.1  | 4 / 49     | 1   |
| Emilia-Romagna        | 2020 | 102,595    | 4.7  | 2 / 50     | 3   |
| Liguria               | 2020 | 48,722     | 7.8  | 2 / 30     | 4   |
| Toszkána              | 2020 | 113,386    | 7.0  | 1 / 41     | 4   |
| Marche                | 2020 | 44,330     | 7.1  | 3 / 31     | 2   |
| Umbria                | 2020 | 30,953     | 7.4  | 1 / 21     | 1   |
| Lazio                 | 2018 | 559,752    | 22.1 | 10 / 51    | 3   |
| Abruzzo               | 2019 | 118,273    | 19.7 | 7 / 31     | 1   |
| Molise                | 2018 | 45,886     | 31.6 | 6 / 21     | 4   |
| Campania              | 2018 | 233,974    | 9.9  | 7 / 51     | 0   |
| Puglia                | 2020 | 165,243    | 9.9  | 5 / 51     | 2   |
| Szardínia             | 2019 | 68,461     | 9.7  | 6 / 60     | 0   |
| Basilicata            | 2019 | 58,658     | 20.3 | 3 / 21     | 1   |
| Calabria              | 2020 | 48,784     | 6.3  | 0 / 31     | 0   |
| Szicília              | 2017 | 513,359    | 26.7 | 20 / 70    | 5   |

## Külső hivatkozások
- Beppe Grillo blogja (olaszul)